# Високе (Замостський повіт)
Високе (пол. Wysokie) — село в Польщі, у гміні Замостя Замостського повіту Люблінського воєводства. Населення — 726 осіб (2011).

## Історія
За даними етнографічної експедиції 1869—1870 років під керівництвом Павла Чубинського, у селі переважно проживали польськомовні римо-католики, меншою мірою — греко-католики, які також розмовляли польською.
У 1975—1998 роках село належало до Замостського воєводства.

## Демографія
Демографічна структура станом на 31 березня 2011 року:
|          | Загалом | Допрацездатний вік | Працездатний вік | Постпрацездатний вік |
| -------- | ------- | ------------------ | ---------------- | -------------------- |
| Чоловіки | 360     | 59                 | 259              | 42                   |
| Жінки    | 366     | 65                 | 219              | 82                   |
| Разом    | 726     | 124                | 478              | 124                  |